# 1346
Il 1346 (MCCCXLVI in numeri romani) è un anno  del XIV secolo.

## Eventi
- La Danimarca acquista ai Cavalieri Teutonici il Ducato d'Estonia
- Primavera - Pestilenza in Crimea
- 18 marzo - La Francia appresta difese costiere sulla Manica
- 9 giugno - Battaglia di Saint-Pol-de-Léon
- 20 giugno - Gli Inglesi vincono a La Roche-Derrien
- Luglio - Le truppe di Edoardo III sbarcano in Normandia (Guerra dei cento anni)
- 11 luglio - Carlo IV di Lussemburgo eletto Imperatore del Sacro Romano Impero
- 12-18 luglio - Gli Inglesi saccheggiano il Cotentin
- 26 luglio - Gli inglesi vincono la battaglia di Caen e occupano la città
- 20 agosto - Le truppe inglesi di Edoardo III, che tentavano di raggiungere la costa per tornare in Inghilterra, sono raggiunte dall'esercito di Filippo VI di Francia a Crécy. Nella battaglia che segue gli inglesi infliggono una pesante sconfitta agli avversari francesi
- 4 settembre - Inizia l'assedio di Calais
- 22 settembre - Obizzo III d'Este, signore di Ferrara, vende per 60.000 fiorini d'oro la città di Parma a Luchino Visconti, signore di Milano
- 17 ottobre - Gli Inglesi sconfiggono gli Scozzesi nella battaglia di Durham

## Nati
- 2 aprile - Estorre Visconti, italiano († 1413)
- 20 luglio - Margherita Plantageneta, contessa di Pembroke, principessa e nobile inglese († 1361)
- 20 ottobre - Margherita di Beaujeu, nobile († 1402)
- Margherita d'Asburgo, nobile austriaca († 1366)
- John Cavendish, politico inglese († 1381)
- Edward Dalyngrigge, nobile e politico inglese († 1393)
- Eleonora d'Aragona, nobile italiana († 1405)
- Filippo I di Borgogna, nobile († 1361)
- Richard FitzAlan, XI conte di Arundel, nobile e militare inglese († 1397)
- Giovanni I di Lorena, duca francese († 1390)
- Ottone V di Baviera, duca tedesco († 1379)
- Luchino Novello Visconti, condottiero italiano († 1399)
- Philippa Roet, nobildonna fiamminga († 1387)

## Morti
- 28 marzo - Venturino da Bergamo, religioso italiano (n. 1304)
- 15 maggio - Enrico I di Świdnica, nobile
- 2 luglio - Matilde di Baviera, principessa tedesca (n. 1313)
- 15 luglio - Tommaso Guasco, religioso italiano (n. 1283)
- 10 agosto - Filippo di Borgogna, conte (n. 1323)
- 26 agosto - Carlo II d'Alençon, condottiero francese (n. 1297)
- 26 agosto - Giovanni I di Boemia, re (n. 1296)
- 26 agosto - Luigi I di Fiandra, conte (n. 1304)
- 26 agosto - Luigi I di Blois-Châtillon, nobile
- 26 agosto - Rodolfo di Lorena, duca francese (n. 1320)
- 23 settembre - Ulrico II di Hanau, nobile tedesco (n. 1288)
- 5 ottobre - Raimondo Guglielmo des Fargues, cardinale francese
- 17 ottobre - John Randolph, III conte di Moray, nobile e militare scozzese
- 14 novembre - Ostasio I da Polenta, nobile italiano
- 27 novembre - Gregorio del Sinai, monaco cristiano bizantino
- Ainardo di Vigo, politico italiano
- Giorgio V di Georgia, re
- Caterina II di Valois, sovrana (n. 1301)
- Costanza d'Aragona, principessa (n. 1318)
- Pietro Guglielmi, vescovo cattolico italiano
- John Baconthorpe, religioso e filosofo britannico (n. 1290)
- Bernardo di Ravensberg, nobile tedesco
- Teodesco, vescovo cattolico italiano
- Alfonso di Valladolid, medico spagnolo (n. 1270)
- Helion de Villeneuve, francese
- Zhou Daguan, diplomatico cinese (n. 1266)
- Filippa da Catania, italiana

## Calendario
| Calendario 1346 | Calendario 1346 | Calendario 1346 | Calendario 1346 | Calendario 1346 | Calendario 1346 | Calendario 1346 | Calendario 1346 | Calendario 1346 | Calendario 1346 | Calendario 1346 | Calendario 1346 | Calendario 1346 | Calendario 1346 | Calendario 1346 | Calendario 1346 | Calendario 1346 | Calendario 1346 | Calendario 1346 | Calendario 1346 | Calendario 1346 | Calendario 1346 | Calendario 1346 | Calendario 1346 | Calendario 1346 | Calendario 1346 | Calendario 1346 | Calendario 1346 | Calendario 1346 | Calendario 1346 | Calendario 1346 | Calendario 1346 | Calendario 1346 |
| --------------- | --------------- | --------------- | --------------- | --------------- | --------------- | --------------- | --------------- | --------------- | --------------- | --------------- | --------------- | --------------- | --------------- | --------------- | --------------- | --------------- | --------------- | --------------- | --------------- | --------------- | --------------- | --------------- | --------------- | --------------- | --------------- | --------------- | --------------- | --------------- | --------------- | --------------- | --------------- | --------------- |
|                 | 1               | 2               | 3               | 4               | 5               | 6               | 7               | 8               | 9               | 10              | 11              | 12              | 13              | 14              | 15              | 16              | 17              | 18              | 19              | 20              | 21              | 22              | 23              | 24              | 25              | 26              | 27              | 28              | 29              | 30              | 31              |                 |
| Gennaio         | Do              | Lu              | Ma              | Me              | Gi              | Ve              | Sa              | Do              | Lu              | Ma              | Me              | Gi              | Ve              | Sa              | Do              | Lu              | Ma              | Me              | Gi              | Ve              | Sa              | Do              | Lu              | Ma              | Me              | Gi              | Ve              | Sa              | Do              | Lu              | Ma              |                 |
| Febbraio        | Me              | Gi              | Ve              | Sa              | Do              | Lu              | Ma              | Me              | Gi              | Ve              | Sa              | Do              | Lu              | Ma              | Me              | Gi              | Ve              | Sa              | Do              | Lu              | Ma              | Me              | Gi              | Ve              | Sa              | Do              | Lu              | Ma              |                 |                 |                 |                 |
| Marzo           | Me              | Gi              | Ve              | Sa              | Do              | Lu              | Ma              | Me              | Gi              | Ve              | Sa              | Do              | Lu              | Ma              | Me              | Gi              | Ve              | Sa              | Do              | Lu              | Ma              | Me              | Gi              | Ve              | Sa              | Do              | Lu              | Ma              | Me              | Gi              | Ve              |                 |
| Aprile          | Sa              | Do              | Lu              | Ma              | Me              | Gi              | Ve              | Sa              | Do              | Lu              | Ma              | Me              | Gi              | Ve              | Sa              | Do              | Lu              | Ma              | Me              | Gi              | Ve              | Sa              | Do              | Lu              | Ma              | Me              | Gi              | Ve              | Sa              | Do              |                 |                 |
| Maggio          | Lu              | Ma              | Me              | Gi              | Ve              | Sa              | Do              | Lu              | Ma              | Me              | Gi              | Ve              | Sa              | Do              | Lu              | Ma              | Me              | Gi              | Ve              | Sa              | Do              | Lu              | Ma              | Me              | Gi              | Ve              | Sa              | Do              | Lu              | Ma              | Me              |                 |
| Giugno          | Gi              | Ve              | Sa              | Do              | Lu              | Ma              | Me              | Gi              | Ve              | Sa              | Do              | Lu              | Ma              | Me              | Gi              | Ve              | Sa              | Do              | Lu              | Ma              | Me              | Gi              | Ve              | Sa              | Do              | Lu              | Ma              | Me              | Gi              | Ve              |                 |                 |
| Luglio          | Sa              | Do              | Lu              | Ma              | Me              | Gi              | Ve              | Sa              | Do              | Lu              | Ma              | Me              | Gi              | Ve              | Sa              | Do              | Lu              | Ma              | Me              | Gi              | Ve              | Sa              | Do              | Lu              | Ma              | Me              | Gi              | Ve              | Sa              | Do              | Lu              |                 |
| Agosto          | Ma              | Me              | Gi              | Ve              | Sa              | Do              | Lu              | Ma              | Me              | Gi              | Ve              | Sa              | Do              | Lu              | Ma              | Me              | Gi              | Ve              | Sa              | Do              | Lu              | Ma              | Me              | Gi              | Ve              | Sa              | Do              | Lu              | Ma              | Me              | Gi              |                 |
| Settembre       | Ve              | Sa              | Do              | Lu              | Ma              | Me              | Gi              | Ve              | Sa              | Do              | Lu              | Ma              | Me              | Gi              | Ve              | Sa              | Do              | Lu              | Ma              | Me              | Gi              | Ve              | Sa              | Do              | Lu              | Ma              | Me              | Gi              | Ve              | Sa              |                 |                 |
| Ottobre         | Do              | Lu              | Ma              | Me              | Gi              | Ve              | Sa              | Do              | Lu              | Ma              | Me              | Gi              | Ve              | Sa              | Do              | Lu              | Ma              | Me              | Gi              | Ve              | Sa              | Do              | Lu              | Ma              | Me              | Gi              | Ve              | Sa              | Do              | Lu              | Ma              |                 |
| Novembre        | Me              | Gi              | Ve              | Sa              | Do              | Lu              | Ma              | Me              | Gi              | Ve              | Sa              | Do              | Lu              | Ma              | Me              | Gi              | Ve              | Sa              | Do              | Lu              | Ma              | Me              | Gi              | Ve              | Sa              | Do              | Lu              | Ma              | Me              | Gi              |                 |                 |
| Dicembre        | Ve              | Sa              | Do              | Lu              | Ma              | Me              | Gi              | Ve              | Sa              | Do              | Lu              | Ma              | Me              | Gi              | Ve              | Sa              | Do              | Lu              | Ma              | Me              | Gi              | Ve              | Sa              | Do              | Lu              | Ma              | Me              | Gi              | Ve              | Sa              | Do              |                 |